# Скеля І. С. Нечуя-Левицького
Ске́ля І. С. Нечуя́-Леви́цького — геологічна пам'ятка природи місцевого значення в Україні. Об'єкт природно-заповідного фонду місцевого значення. Розташована у Звенигородському районі Черкаської області, в смт Стеблів.
Площа 0,1 га. Статус присвоєно згідно з рішенням Черкаського облвиконкому від 12.01.1982 року № 12. Установа, у віданні якої перебуває об'єкт — Стеблівська селищна громада.

## Галерея

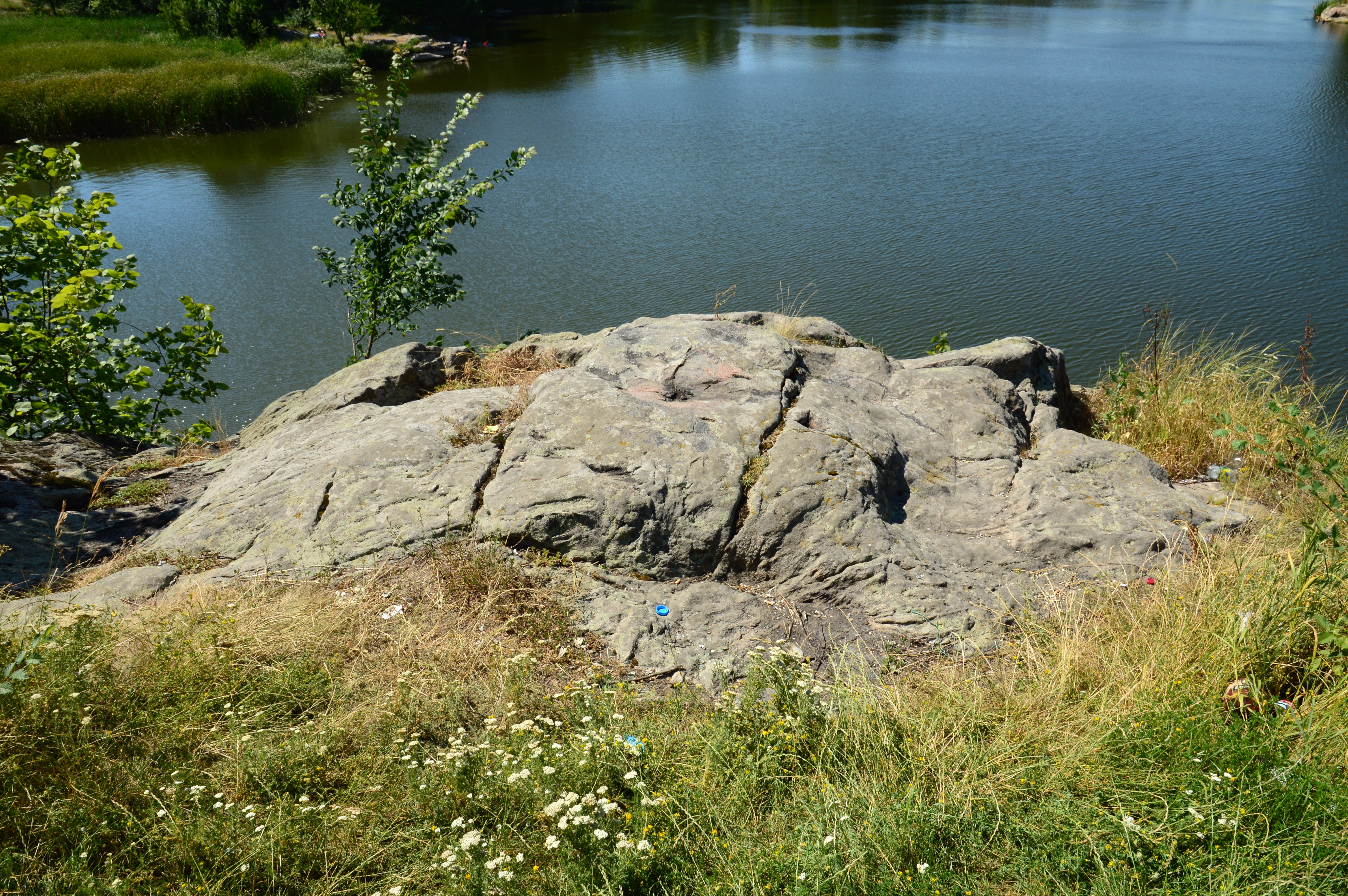
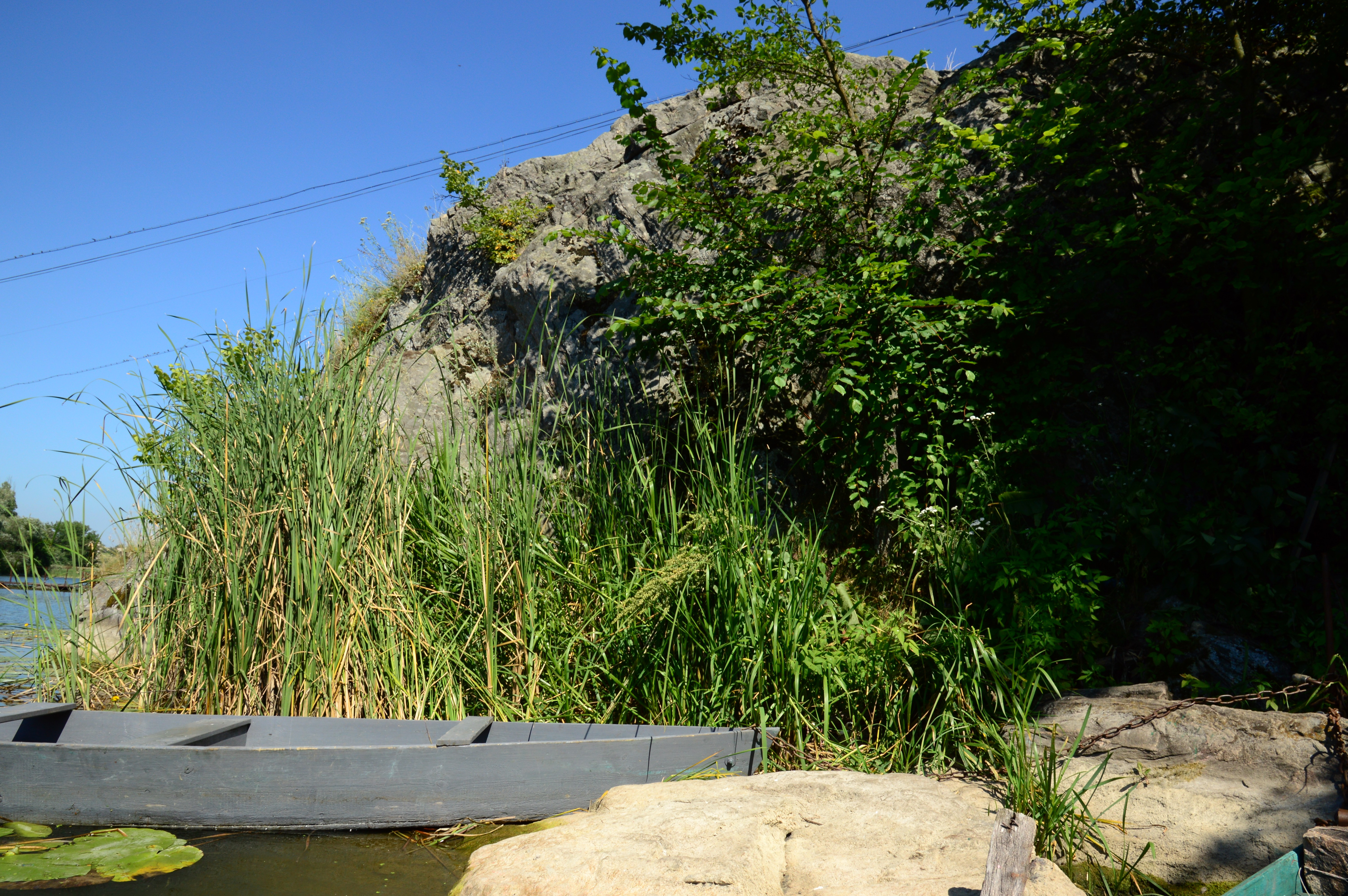
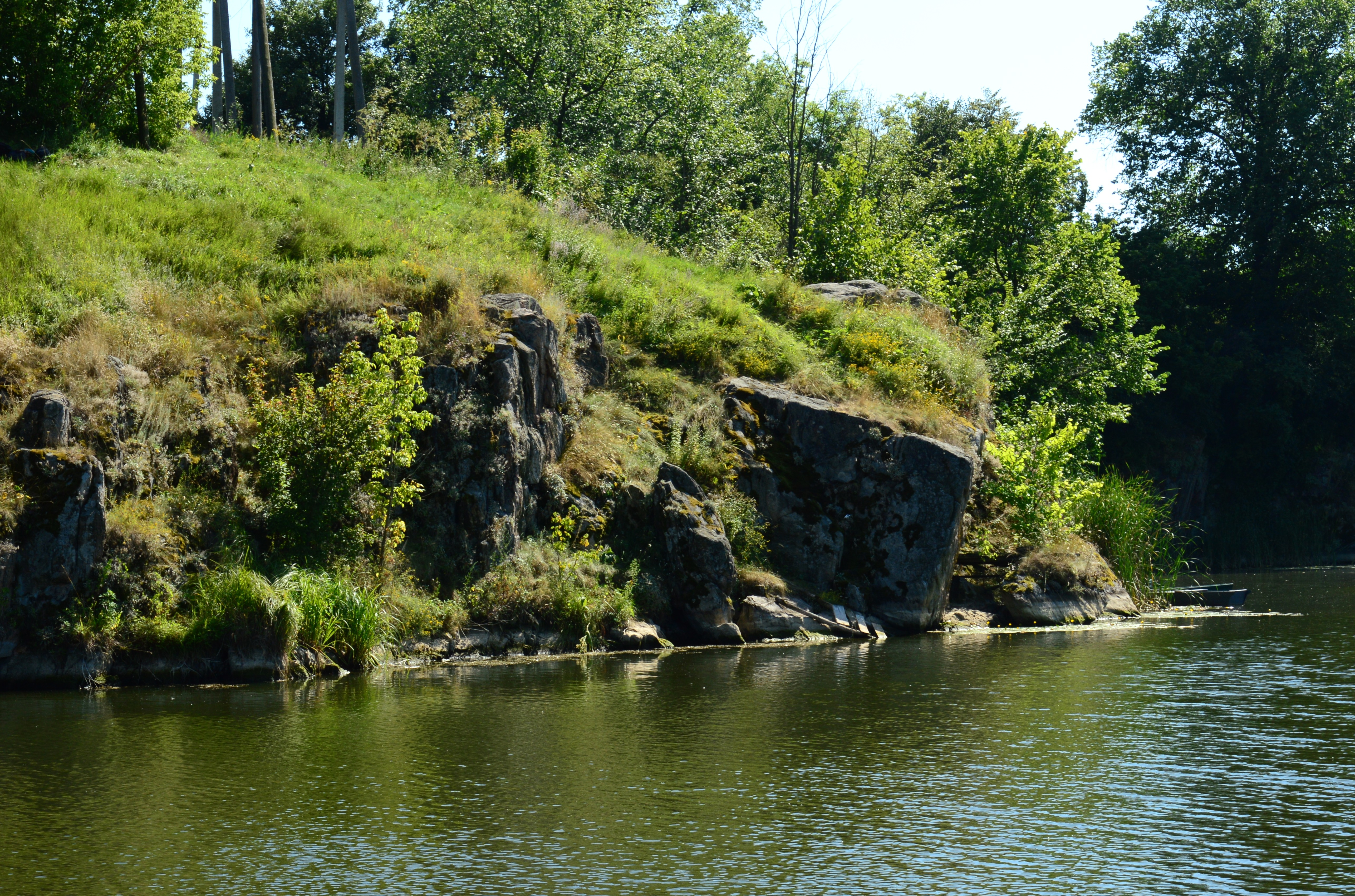
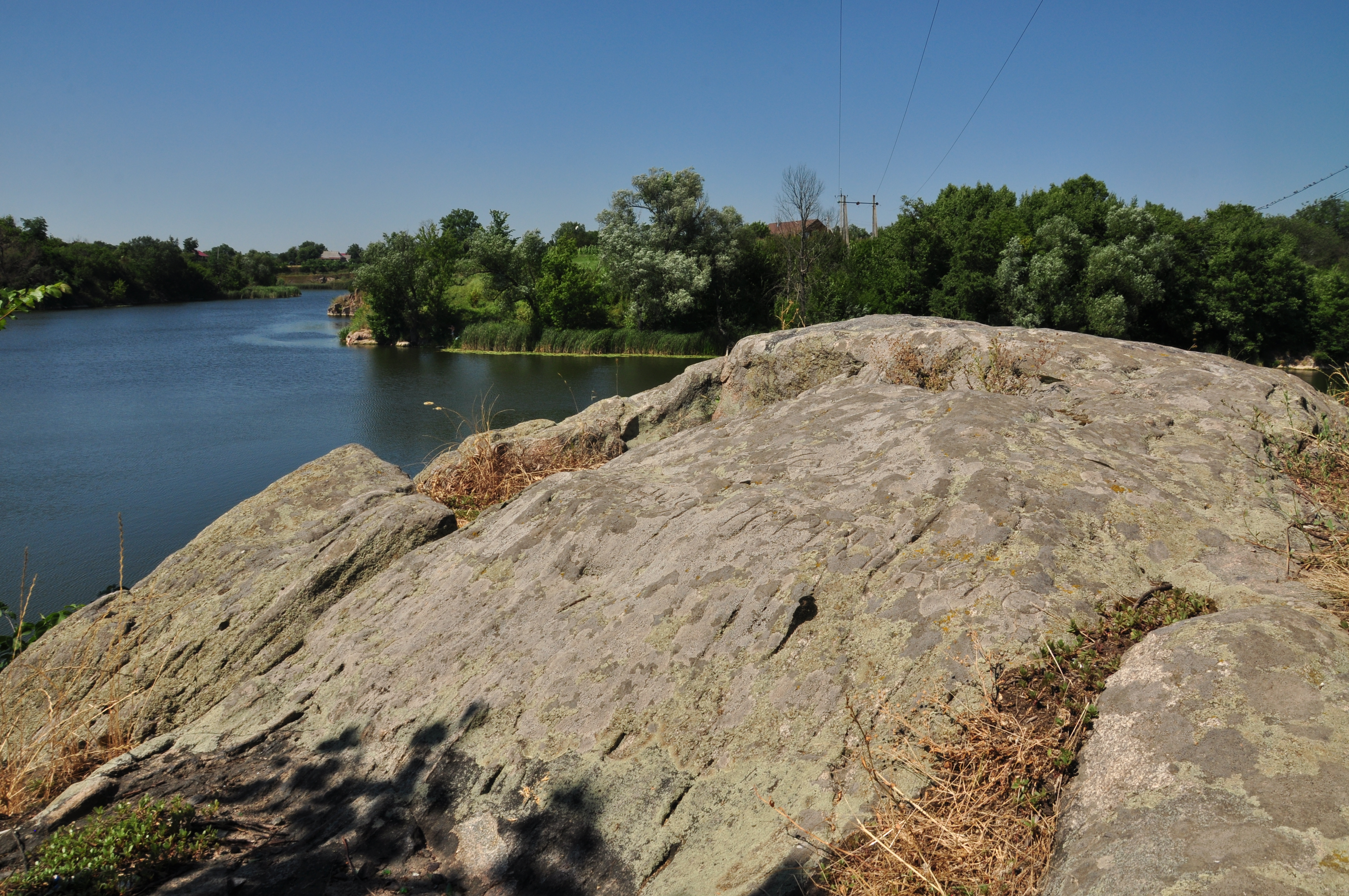
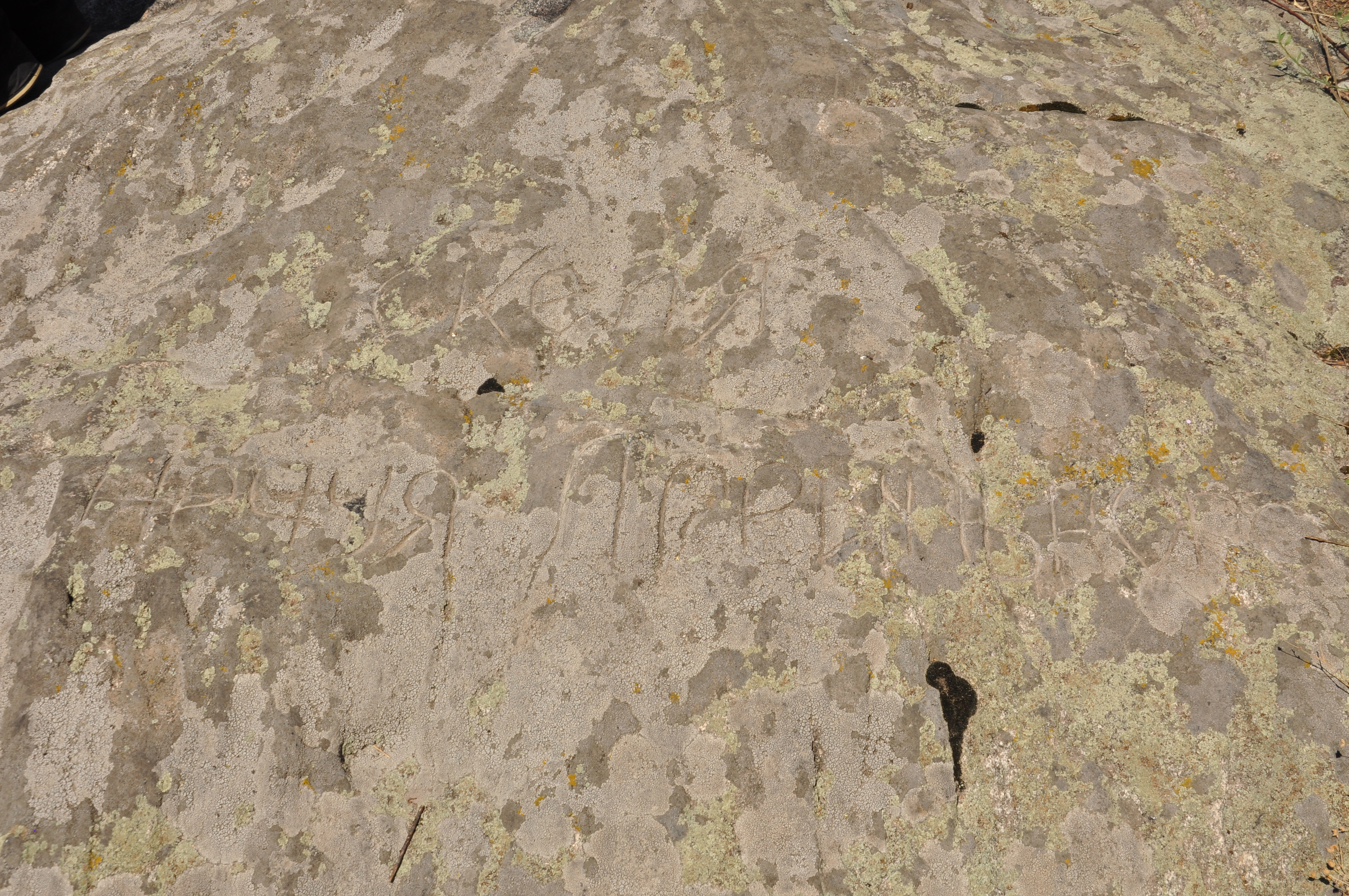
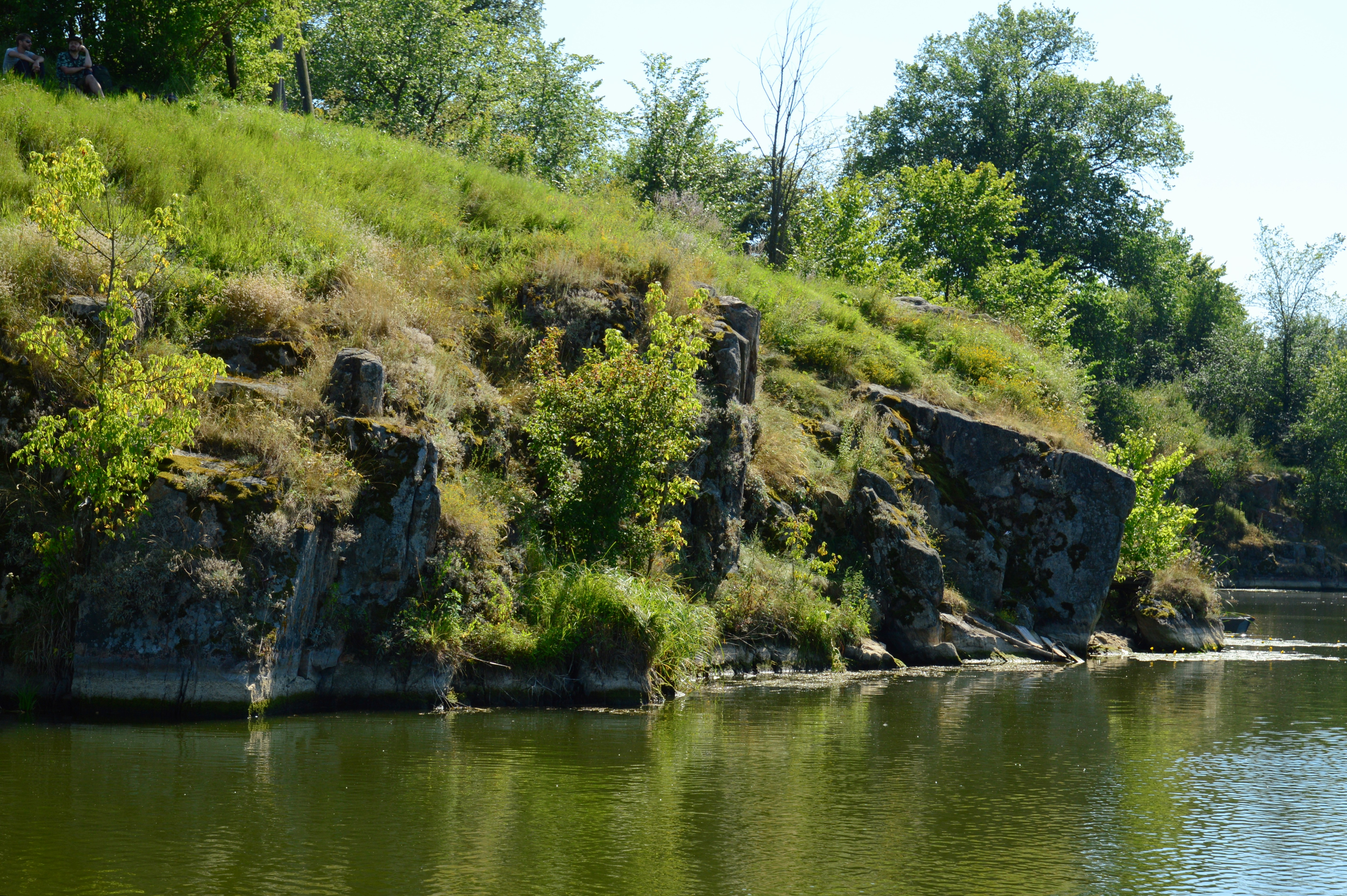
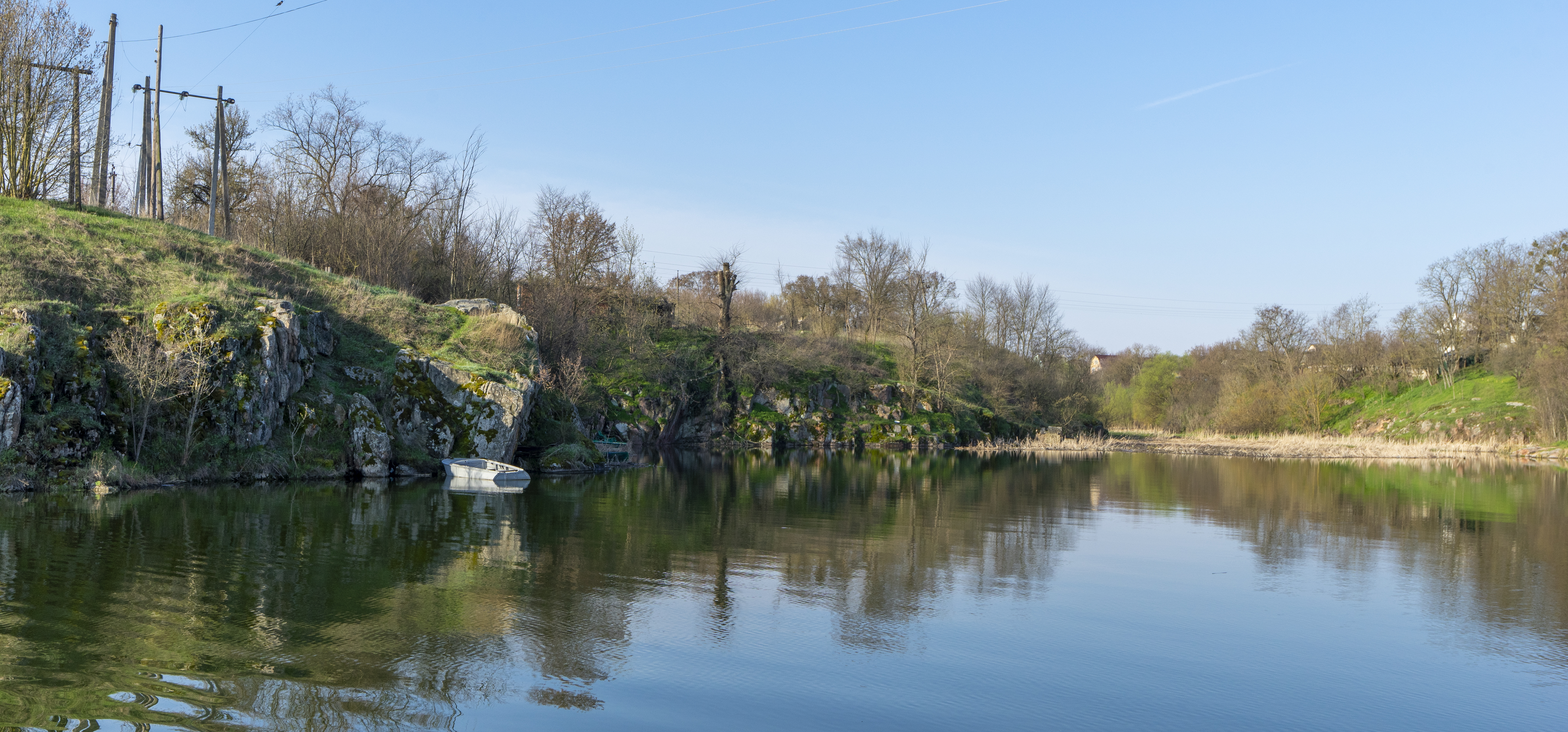

## Опис
Охороняється примітна скеля над річкою Рось у межах смт Стеблів, з якої відкривається огляд на ставок, який також має природоохоронний статус —загальнозоологічний заказник «Стеблівський»). За переказами, скеля була улюбленим місцем відпочинку Івана Нечуя-Левицького.